# Rudolf von Thadden

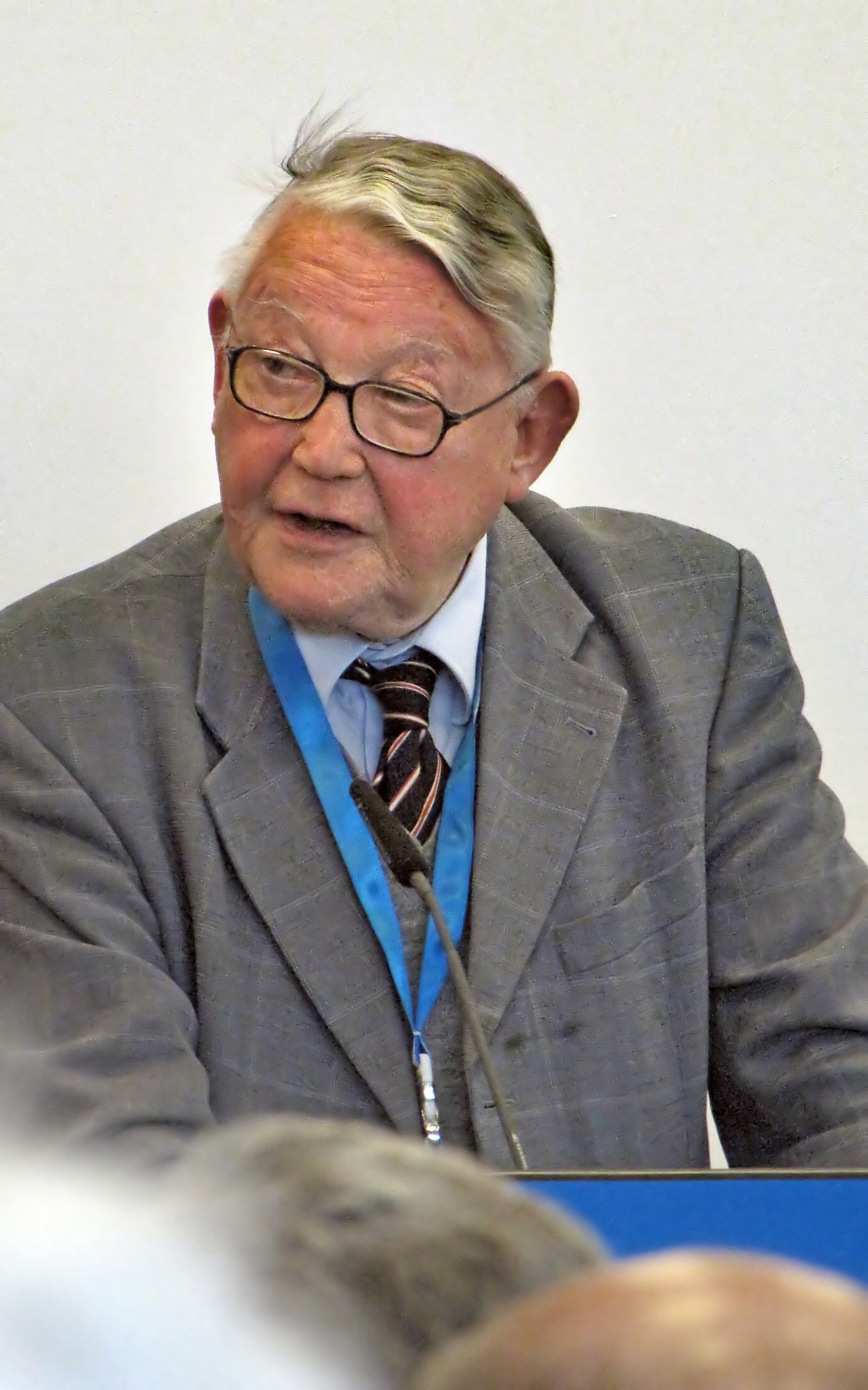
Rudolf von Thadden auf dem Deutschen Evangelischen Kirchentag 2013

Rudolf Joachim von Thadden (* 20. Juni 1932 auf Gut Trieglaff, Kreis Greifenberg, Pommern; † 18. November 2015 in Göttingen) war ein deutscher Historiker und von 1968 bis zu seiner Emeritierung 1997 Professor für Mittlere und Neuere Geschichte an der Universität Göttingen. Von 1999 bis 2003 war er Koordinator der Bundesregierung für die deutsch-französische Zusammenarbeit.

## Familie
Rudolf von Thadden entstammte dem pommerschen Adelsgeschlecht von Thadden und war der Sohn von Reinold von Thadden-Trieglaff (1891–1976), Jurist und Gründer sowie Ehrenpräsident des Deutschen Evangelischen Kirchentages, und Elisabeth Freiin von Thüngen (auch Elisabeth von Thüngen zu Heilsberg; 1893–1988).
Er heiratete am 28. August 1958 in Göttingen Wiebke Fesefeldt (* 1931), promovierte Autorin historischer Jugendliteratur, die Tochter des Universitätsdozenten und Industriephysikers Hans Fesefeldt und der Ilse Hoffmann. Aus ihrer Ehe gingen vier Kinder hervor. Die Tochter Elisabeth von Thadden (* 1961) arbeitet als Redakteurin der Wochenzeitung Die Zeit, der Sohn Ernst-Ludwig von Thadden (* 1959) ist Professor für Volkswirtschaftslehre und Rektor der Universität Mannheim. Weitere Söhne sind Leopold und Reinold von Thadden.
Rudolf von Thaddens Tante war die 1944 von den Nationalsozialisten hingerichtete Widerstandskämpferin Elisabeth von Thadden (1890–1944).
Sein Bruder Franz-Lorenz von Thadden (1924–1979) war CDU-Bundestagsabgeordneter (1969–1972) und kam 1979 bei einem Flugzeugabsturz in Ecuador ums Leben, wo er als Leiter der Caritas-Überseehilfe Entwicklungsprojekte inspizierte.
Sein Onkel Adolf von Thadden (1921–1996, Halbbruder seines Vaters Reinold) schlug politisch eine andere Richtung ein und war von 1967 bis 1971 Bundesvorsitzender der NPD, zu deren Gründern er gehörte.

## Leben
Nach dem Abitur, das er 1950 in Korntal bei Stuttgart ablegte, studierte Thadden Geschichte, Evangelische Theologie und Romanistik an den Universitäten Tübingen, Paris und Göttingen. Bei Reinhard Wittram in Göttingen wurde er 1958 zum Dr. phil. promoviert. Thema seiner Dissertation waren Die brandenburgisch-preußischen Hofprediger im 17. und 18. Jahrhundert. 1967 folgte ebenfalls in Göttingen die Habilitation mit einer Schrift über den Verwaltungszentralismus als politisches Problem in Frankreich während der Restaurationszeit (1814–1830).
Im folgenden Jahr erhielt er seine erste Dozentur, eine Lehrstuhlvertretung an der Technischen Hochschule Hannover, und 1968 folgte er einem Ruf als ordentlicher Professor an das Seminar für Mittlere und Neuere Geschichte der Georg-August-Universität Göttingen, wo er bis zu seiner Emeritierung im Jahr 1997 blieb. 1974/1975 war er zudem Rektor der Universität Göttingen und gehörte dem Senat der Westdeutschen Rektorenkonferenz an. Ab 1977 war er zudem Vorsitzender der Landesrektorenkonferenz Niedersachsen.

## Deutsch-französische Zusammenarbeit
Im Jahr 1983 war der im Rahmen der deutsch-französischen Zusammenarbeit stark engagierte von Thadden als Gastprofessor (Directeur d'Études) an der École des Hautes Études en Sciences Sociales (EHESS) in Paris tätig, wo er zwischen 1989 und 1992 einen weiteren Lehrstuhl innehatte. Von 1985 bis 1994 war er zudem Präsident des Deutsch-Französischen Instituts in Ludwigsburg. Darüber hinaus stand er von 1994 bis 2007 der heutigen Stiftung Genshagen mit dem Berlin-Brandenburgischen Institut für deutsch-französische Zusammenarbeit in Europa als Direktor vor und war von 1999 bis 2003 Koordinator für die deutsch-französische Zusammenarbeit der Bundesregierung.

## Forschungsschwerpunkte

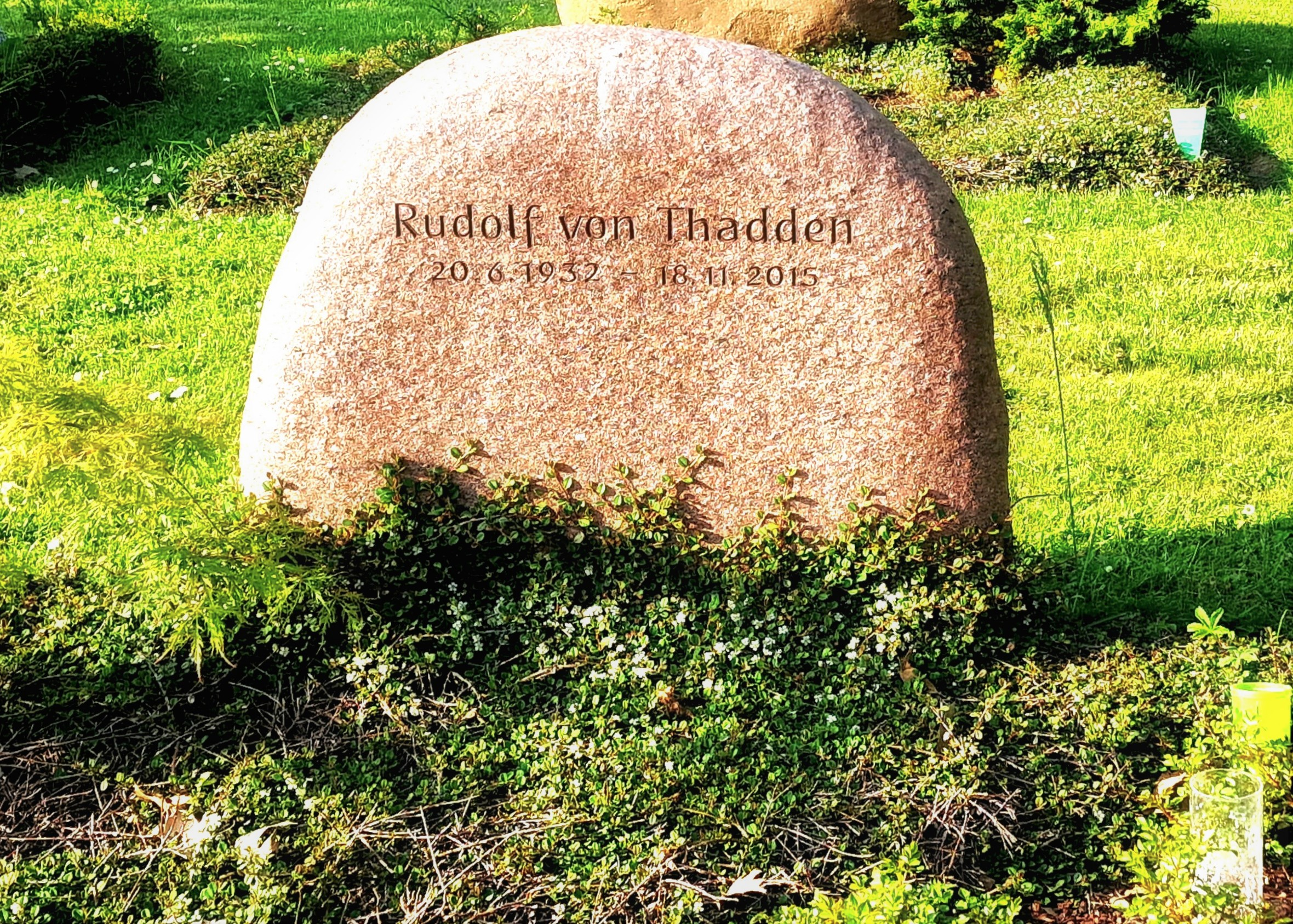
Grabstein Rudolf von Thadden auf dem Parkfriedhof Junkerberg Weende-Nord, Göttingen

Neben der deutsch-französischen Zusammenarbeit und der französischen Geschichte der Neuzeit bildeten vor allem die preußische Geschichte seit dem 17. Jahrhundert, die vergleichende Kulturgeschichte Europas und die Kirchengeschichte die Forschungsschwerpunkte von Thaddens, wobei er letztere vor allem aus dem Blickwinkel der Gesellschaftsgeschichte betrachtete. Neben zahlreichen Werken zu diesen Themen (u. a. sein Standardwerk Fragen an Preußen) verfasste er weitere Schriften zur Geschichte der Hugenotten, des Liberalismus, sowie Essays zu Geschichte und Gegenwart. Daneben war er seit 1997 Herausgeber der Reihe Genshagener Gespräche.

## Ehrungen und Auszeichnungen
- 1996: Ehrendoktorwürde der Universität Genf
- 1996: Ehrendoktorwürde der Europa-Universität Viadrina in Frankfurt/Oder
- 1998: Großes Bundesverdienstkreuz des Verdienstordens der Bundesrepublik Deutschland
- 2000: Kommandeur der französischen Ehrenlegion, der er seit 1984 als Officier de la Légion d'Honneur angehörte
- 2007: Verdienstorden des Landes Brandenburg aus Anlass des 75. Geburtstages
- 2007: Großes Verdienstkreuz mit Stern des Verdienstordens der Bundesrepublik Deutschland
- 2012: Ehrenmedaille der Stadt Göttingen

## Mitgliedschaften
- 1962 2. bzw. 1. Vorsitzender der Arbeitsgemeinschaft Kirchenreform Göttingen
- 1976 Mitglied des wissenschaftlichen Beirates des Georg-Eckert-Instituts für internationale Schulbuchforschung in Braunschweig
- 1984 Mitglied des Präsidiums des Deutschen Evangelischen Kirchentages
- 1989: Mitglied der Academia Europaea
- 1991–1993 Mitglied des Gründungssenats der Europa-Universität Viadrina in Frankfurt (Oder), zudem Gründungsdekan der dortigen kulturwissenschaftlichen Fakultät
- 1993 Korrespondierendes Mitglied der Sächsischen Akademie der Wissenschaften zu Leipzig[4]
- Mitglied der Académie Universelle des Cultures in Paris[5]

## Schriften (Auswahl)
- Die brandenburgisch-preußischen Hofprediger im 17. und 18. Jahrhundert. Ein Beitrag zur Geschichte der absolutistischen Staatsgesellschaft in Brandenburg-Preußen (= Beiträge zur Kirchengeschichte. Band 32). De Gruyter, Berlin 1959, DNB 455032181 (Zugleich Dissertation, Universität Göttingen, Philosophische Fakultät, 7. August 1958, DNB 480765472).
- Restauration und napoleonisches Erbe. Der Verwaltungszentralismus als politisches Problem in Frankreich (1814–1830) (= Veröffentlichungen des Instituts für Europäische Geschichte Mainz. Abteilung Universalgeschichte. Band 63). Steiner, Wiesbaden 1972, DNB 730043428 (Zugleich Philosophische Habilitationsschrift, Universität Göttingen 1967).
- Institution und politisches Handeln. Zur Frage des Handlungsspielraums eigenständiger Institutionen. Vortrag, gehalten zur Eröffnung der Universitätswoche Göttingen am 28. Oktober 1974 (= Göttinger Universitätsreden. Heft 58). Vandenhoeck & Ruprecht, Göttingen 1976, ISBN 3-525-82609-5.
- als Hrsg.: Die Krise des Liberalismus zwischen den Weltkriegen. 1978.
- Fragen an Preußen. Zur Geschichte eines aufgehobenen Staates. Beck, München 1981, ISBN 3-406-08134-7.
- als Hrsg.: Die Hugenotten 1685–1985. Beck, München/Paris 1985, ISBN 3-406-30605-5.
- Weltliche Kirchengeschichte. Ausgewählte Aufsätze. Vandenhoeck & Ruprecht, Göttingen 1989, ISBN 3-525-36223-4.
- Nicht Vaterland, nicht Fremde. Essays zu Geschichte und Gegenwart. Beck, München 1989, ISBN 3-406-33709-0.
- Brückenwege nach Europa. Aufsätze und Essays. Schelzky und Jeep, Berlin 2003, ISBN 3-89541-162-0.
- Trieglaff. Eine pommersche Lebenswelt zwischen Kirche und Politik 1807–1948. Wallstein, Göttingen 2010, ISBN 978-3-8353-0760-5.
- mit Karl Schlögel und Adam Krzemiński: Blicke Ost – Blicke West (= Göttinger Sudelblätter). Wallstein, Göttingen 2010, ISBN 978-3-8353-0907-4.
- Eine preußische Kirchengeschichte. Wallstein, Göttingen 2013, ISBN 978-3-8353-1364-4.